# Барнс, Джулиан
Джу́лиан Па́трик Барнс (англ. Julian Patrick Barnes; род. 19 января 1946[…], Лестер) — английский писатель, эссеист, литературный критик, один из видных представителей литературы постмодернизма. Лауреат Букеровской (2011) и Иерусалимской премий  (2021).

## Биография
Джулиан Патрик Барнс родился 19 января 1946 года в городе Лестер в центре Англии.
С 1957 по 1964 годы учился в Школе Лондонского Сити (англ. City of London School). После окончания школы Барнс поступает в колледж «Магдалена» Оксфордского университета на факультет современных западноевропейских языков. В 1968 году с отличием оканчивает университет.
Первыми литературными опытами стали детективные рассказы, которые Барнс публиковал под псевдонимом Дэн Кавана. После ряда публикаций в литературных альманахах — напечатал свой первый роман «Метроленд», удостоенный премии Сомерсета Моэма. Роман рассказывает о судьбе поколения бунтарей и нигилистов 1960-х.
Роман «История мира в 10½ главах» (1989) явился настоящим событием в литературе. Написанный в жанре антиутопии, роман ищет ответы на ряд философских вопросов о сущности человека, его прошлом, настоящем и будущем.
Среди произведений Барнса есть новеллы о любви, например «До того, как она встретила меня», «Как всё было» (Премия Фемина, 1992), «Любовь и так далее».
Роман «Попугай Флобера» (Премия Медичи, 1986) представляет собой исследование о роли автора в творческом процессе.
Барнс трижды за свою творческую карьеру попадал в шорт-лист Букеровской премии, и стал её лауреатом в 2011 году. В 2005 году на соискание Букера был выдвинут роман «Артур и Джордж». Английские букмекеры считали Барнса фаворитом, однако стать победителем ему было не суждено. В 2011 году это недоразумение было преодолено. Барнс был удостоен премии за роман «Предчувствие конца».
В 2011 году получил также премию Дэвида Коэна.
Романы «Метроленд», «Любовь и так далее» и «Предчувствие конца» были экранизированы в Великобритании и Франции.
В 2021 году стал лауреатом международной литературной премии «Ясная Поляна» в номинации «Иностранная литература» за книгу «Нечего бояться».
Был женат на своём литературном агенте Пэт Кавана, с которой они жили в Северном Лондоне. В октябре 2008 Пэт скоропостижно умерла от рака.

### Романы и рассказы
- Метроленд / Metroland (1980, рус. перевод 2001)
- До того, как она встретила меня / Before She Met Me (1982, рус. перевод 2005)
- Попугай Флобера / Flaubert’s Parrot (1984, рус. перевод 2002)
- Глядя на солнце / Staring at the Sun (1986, рус. перевод И. Гуровой; 2003; М: Изд. Ермак, 2004)
- История мира в 10½ главах / A History of the World in 10½ Chapters (1989, рус. перевод 1994)
- Как всё было / Talking it Over (1991, рус. перевод 2002)
- Дикобраз / The Porcupine (1992, рус. перевод 1995)
- По ту сторону Ла-Манша / Cross Channel (1996, рус. перевод 2005) (рассказы)
- Англия, Англия / England, England (1998, рус. перевод 2003)
- Любовь и так далее / Love, etc (2000, рус. перевод 2003)
- Лимонный стол / The Lemon Table (2004, рус. перевод 2006) (рассказы)
- Артур и Джордж / Arthur & George (2005, рус. перевод 2007)
- Пульс / Pulse (2011, рус. перевод 2011) (рассказы)
- Предчувствие конца / The Sense of an Ending (2011, рус. перевод 2012), удостоен Букеровской премии
- Шум времени / The Noise of Time (2016)
- Одна история / The Only Story (2018)
- Элизабет Финч / Elizabeth Finch (2022, рус. перевод 2022)

### Под псевдонимом Дэн Кавана
- Даффи влип / Duffy (1980, рус. перевод 2005)
- / Fiddle City (1981)
- Добей лежачего / Putting the Boot In (1985, рус. перевод 2009)
- / Going to the Dogs (1987)

### Документальная проза и эссе
- Письма из Лондона / Letters from London (1995)
- Хочу заявить / Something to Declare (2002)
- Педант на кухне / The Pedant in the Kitchen (2003)
- Нечего бояться / Nothing to Be Frightened Of (2008) (русский перевод 2011)
- Уровни жизни / Levels of Life (2013)
- Открой глаза (рус. перевод 2018) /Keeping an Eye Open (2015)
- Портрет мужчины в красном / The Man in the Red Coat (2019)

## Примечание
1. 1 2  Julian Barnes // Internet Speculative Fiction Database (англ.) — 1995.
2. 1 2  Julian Barnes // Encyclopædia Britannica (англ.)
3. ↑  http://www.nytimes.com/1985/03/10/books/obsessed-with-the-hermit-of-croisset.html
4. ↑  http://www.nytimes.com/1986/12/28/books/barnes-before.html
5. ↑  Лауреаты премии «Ясная Поляна» за 2021 год. Дата обращения: 12 февраля 2022. Архивировано 12 февраля 2022 года.